# La ragazza drago
La ragazza drago è una serie di romanzi fantasy della scrittrice italiana Licia Troisi.
Il ciclo è composto da cinque libri: L'eredità di Thuban, L'albero di Idhunn, La clessidra di Aldibah, I gemelli di Kuma e L'ultima battaglia.
La vicenda, ispirata alla mitologia norrena ed in particolare all'albero del mondo Yggdrasill e al malvagio serpente Níðhöggr, è ambientata a Roma in un mondo in cui sono esistiti i draghi.

## Trama
La protagonista è Sofia, una ragazzina di 13 anni cresciuta in un orfanotrofio di Roma che viene adottata da un eccentrico professore: Georg Schlafen. Questi le spiega che secoli prima i draghi che proteggevano l'Albero del Mondo, fonte di ogni purezza ed equilibrio naturale, furono impegnati in una terribile lotta all'ultimo sangue contro le malvagie Viverne (serpenti alati dotati delle sole zampe posteriori). I cinque draghi Guardiani dell'Albero, ultimi caduti durante la battaglia, sono riusciti a conservare il loro spirito dentro i corpi di alcuni comuni ragazzi umani, detti Draconiani, tutti accomunati da un neo sulla fronte e da poteri particolari; Sofia è una di loro. Infatti la feroce viverna Níðhöggr, capo di tutte le viverne e sconfitta in passato dal più forte dei draghi Guardiani, Thuban, sta per ritornare: il sigillo magico che la imprigionava infatti sta per cedere e le sue promanazioni malvagie sono già all'opera. Il compito di Sofia, nella quale alberga lo spirito dello stesso Thuban, e degli altri Draconiani è di proteggere gli umani e trovare i cinque frutti che riporteranno in vita l'Albero del Mondo. C'è quindi una ricerca incessante dei Frutti magici e ovviamente dei ragazzi in cui risiede lo spirito dei draghi Guardiani. Nel corso della storia infatti si uniranno a Sofia: Lidja (primo libro), una bella ragazzina circense della stessa età della protagonista; Fabio (secondo libro), un ragazzo di un anno più grande dal carattere cupo e misterioso, con un duro passato alle spalle; Karl (terzo libro), l'unico di origini tedesche e che dovrà cambiare il proprio triste destino e infine (quarto libro) Chloe ed Ewan, due gemelli scozzesi entrambi ospitanti lo spirito del quinto ed ultimo drago. Durante la lotta ciascun Draconiano, oltre ad usare i propri poteri, può diventare un tutt'uno col drago che custodisce in sé. All'inizio questa trasformazione sarà solo parziale, poiché i ragazzi potranno evocare solo certe parti della creatura che alberga in loro (ali, artigli...), ma in seguito, con il crescere dei loro poteri e della sintonia con i rispettivi draghi, riusciranno ad eseguire anche trasformazioni complete.

## Personaggi

### I Draconiani
- Sofia Schlafen: è una ragazzina (nel primo libro ha 13 anni, 14 nel secondo e nel terzo, 15 nel quarto e nel quinto), cresciuta in un orfanotrofio nei pressi di Roma. Viene adottata dal professor Schlafen, che per lei sarà come un padre, dal quale apprende di possedere dentro di sé lo spirito di Thuban, il leader dei Cinque Draghi Guardiani che vivevano su questa terra in quella che un tempo fu la città di Draconia. È una ragazza timida, sensibile ed impacciata, ma col tempo diventerà più forte e coraggiosa. Ha capelli rossi e ricci ed occhi verdi, come verde è il neo che ha sulla fronte e che in realtà non è altro che l'Occhio della Mente, la gemma dove risiedono lo spirito e i poteri di Thuban. Paradossalmente soffre di vertigini e, anche se col tempo imparerà a domare questa paura, i viaggi in aereo la metteranno sempre molto a disagio. Grazie al drago che ha in sé possiede il potere delle piante, che è in grado di usare per proteggersi o per attaccare, può creare clorofilla e domare la linfa dell'Albero del Mondo, estremamente benefica per i Draconiani e letale per Nidhoggr e le sue promanazioni. La sua migliore amica è Lidja, la Draconiana custode del drago Rastaban, a sua volta migliore amico di Thuban. Nel secondo libro Sofia s'innamora a prima vista di Fabio, che col tempo ricambierà i suoi sentimenti. La sua arma è una spada e il suo colore è il verde.
- Lidja: ragazzina della stessa età di Sofia. Oltre ad essere descritta sempre come molto carina, dai lunghi capelli corvini, occhi scuri e corpo snello ed atletico, è anche la più coraggiosa ed energica del gruppo. Inizialmente fa la trapezista nel circo in cui era stata allevata dalla nonna adottiva dopo la morte dei suoi genitori, in seguito però andrà ad abitare con il Professor Schlafen e con Sofia di cui diventerà la migliore amica e confidente. In sé infatti ha l'anima di Rastaban, che ai tempi di Draconia era il più leale e fedele amico dello stesso Thuban. Grazie al neo rosa che ha sulla fronte può controllare varie forme di poteri telecinetici e telepatici: è capace di sollevare e spostare oggetti nell'aria con la sola forza della mente, di collegarsi al pensiero altrui e di creare barriere protettive e invisibili in determinati luoghi. Ha una cotta per Ewan e farà di tutto per conquistarlo, per nulla scoraggiata dal successo di quest'ultimo con le ragazze. La sua arma è una frusta e il suo colore è il rosa.
- Fabio Szilard: è il terzo Draconiano che compare per la prima volta nel secondo libro. Ha 15 anni ed è perciò più grande di Sofia e Lidja di un anno. È molto alto, magro ma scolpito ed ha il volto incorniciato da voluminosi riccioli castani. Anche i suoi occhi sono scuri, quasi neri, e ha un neo giallo chiaro sulla fronte. Viveva in Ungheria coi genitori, ma ha origini italiane. Era bistrattato e poco amato dal padre a causa dei suoi poteri, per altro molto pericolosi, ma aveva invece un forte legame con la madre. Quando questa morì, dopo aver lasciato il padre ed essere tornata in Italia, Fabio finì in un orfanotrofio, solo e isolato dai compagni a causa della sua indole tenebrosa. Ratatoskr, uno dei figli di Nidhoggr, lo fece fuggire dall'orfanotrofio e gli raccontò una mezza verità sull'origine dei suoi poteri per costringerlo ad obbedire alla Grande Viverna: Fabio ha in sé Eltanin, il drago Guardiano che ai tempi di Draconia tradì i suoi alleati e si schierò con Nidhoggr. Grazie ad Eltanin, Fabio controlla il potere del fuoco: evoca fiamme letali per i suoi nemici, che non gli bruciano i vestiti e grazie alle quali può cauterizzare le proprie ferite. Sofia s'innamora di lui e lo aiuta a capire che, al contrario di quanto dice Nidhoggr, deve stare dalla parte dei Draconiani: è vero che Eltanin tradì i suoi compagni, ma pentitosi, prima di perire durante la battaglia finale di Draconia, inflisse una dura sconfitta alla Grande Viverna tornando tra i draghi e nascondendo il frutto dell'Albero del Mondo di cui era custode. Comprendendo di essere stato ingannato dalle viverne, Fabio passerà dalla parte dei Draconiani e cercherà la vendetta verso Ratatoskr (che nel terzo libro ucciderà, senza però trarre la soddisfazione che si era aspettato). Nonostante la sua ormai indiscussa fedeltà alla causa dei Draconiani, Fabio resterà in tutti i libri il più tenebroso della squadra, il che lo caratterizzerà come il Draconiano più ribelle e solitario: il suo passato da traditore, l'infanzia difficile e infine l'uccisione di Ratatoskr lo hanno segnato profondamente e spesso è lui stesso ad ammettere che non potrà mai essere "puro" come gli altri Draconiani. Ciononostante la presenza di tanti amici, il senso di squadra simile all'affetto di una famiglia e anche l'amore per Sofia (a cui tiene più della sua stessa vita) cambieranno notevolmente la sua visione tetra del mondo. Con il tempo infatti sarà in grado di riscattare i propri errori e di acquietare il proprio animo tormentato, divenendo per Sofia un forte e caldo baluardo. La sua arma è una lancia (striata di nero in ricordo del suo precedente tradimento) e il suo colore è il giallo-oro.
- Karl Lehmann: Il quarto Draconiano, è orfano, ma è stato cresciuto a Monaco dalla custode Effi che lo ama come una madre. Paffuto e biondo timido ragazzino, Karl custodisce in sé lo spirito di Aldibah, il drago che ha il potere del ghiaccio. Per mezzo del neo azzurro che lo mette in contatto col suo drago, Karl è infatti un abile e capace combattente, ma è soprattutto un vero sapientone, nonché il più intelligente e scientifico del gruppo. Dopo la morte della sua mamma adottiva, infatti si trasferirà a Castel Gandolfo con gli altri Draconiani e avrà una sintonia particolare col professor Schaflen con cui collaborerà nelle ricerche sui frutti dell'Albero del Mondo e con cui realizzerà le invenzioni tecno-magiche utili per la lotta contro le viverne. Tra lui e Chloe nascerà ben presto un timido feeling. Le sue armi sono un arco e una faretra (le cui frecce sono inesauribili) e il suo colore è l'azzurro.
- Ewan e Chloe MacAllister: Fratello e sorella, gemelli eterozigoti, cresciuti con la sola madre Gillian che, nonostante gli strani poteri posseduti dai figli, li ha sempre amati e non ha mai fatto mancare loro l'affetto di una famiglia. Provengono dall'Inghilterra e, quando Sofia e gli altri riescono finalmente a trovarli, vivono ad Edimburgo. Caratterizzati da capelli biondo dorato ed entrambi di bell'aspetto, si differenziano molto nel carattere: Chloe è timida e dolce, tanto che spesso si sente insicura senza la presenza del fratello, mentre Ewan è carismatico ed audace, nonché un vero rubacuori. Chloe ama cucinare e stare con la madre Gillian, ad Ewan invece piace suonare la chitarra e interessarsi di navi ed aerei. Hanno entrambi un neo viola sulla fronte che racchiude lo spirito di Kuma, l'ultimo dei cinque draghi Guardiani che è in grado di controllare gli agenti atmosferici. Inizialmente per usare i loro poteri devono trovarsi nello stesso luogo, in seguito però riusciranno ad essere indipendenti sia nella trasformazione, sia nell'uso delle loro doti magiche. Alla fine del quarto libro andranno a vivere a Roma, a Castel Gandolfo, assieme alla madre. Nel quinto libro si scoprirà che Ewan ricambia i sentimenti di Lidja e che Chloe comincia a nutrire un timido affetto per Karl. Le loro armi sono due asce che, se unite, diventano una sola a doppia lama. Il loro colore è il viola.

### I Draghi Guardiani
- Thuban: drago verde, primo Guardiano dell'Albero del Mondo e capo degli altri cinque draghi. Controlla i poteri della vita e di ogni forma vegetale. Fu lui a trasformare il fratello Nidhoggr in una viverna, il suo atto però era motivato dall'ira e dalla disperazione perché il fratello aveva ucciso l'Anziano che per loro era come un padre. In seguito, quando Nidhoggr sollevò le viverne contro i draghi scatenando la guerra che distrusse Draconia, lo imprigionò sotto terra grazie ad un sigillo magico prima di morire a causa delle ferite subite. Fu l'ultimo Guardiano ad andarsene. Il suo spirito è racchiuso nell'insicura,ma coraggiosa e generosa Sofia che con lui condivide ricordi e visioni, anche mediante conversazione interiori. Il suo nome deriva dall'omonima stella.
- Rastaban: drago rosso-rosa e secondo Guardiano dell'Albero del Mondo. Controlla ogni forma di telecinesi e potere telepatico. Fu il più fedele sostenitore e compagno di Thuban. Il suo spirito è racchiuso nella più cara amica di Sofia, Lidja, ed il suo nome deriva dall'omonima stella.
- Eltanin: drago giallo-dorato e terzo Guardiano dell'Albero del Mondo. Domina il fuoco che non può bruciargli la carne. Era il drago più giovane ed impulsivo del gruppo. Amava molto Thuban, ma lo tradì consapevolmente schierandosi con Nidhoggr per diventare più forte e potente. Grazie alla Custode Idhunn, che per lui era come una sorellina-umana, capì il suo errore e tornò dalla parte dei draghi, nascondendo il frutto che gli apparteneva prima di venir ucciso dalle viverne. Alberga nel corpo del tormentato Fabio. Il suo nome deriva dall'omonima stella della costellazione del Dragone.
- Aldibah: drago azzurro e quarto Guardiano dell'Albero del Mondo, il suo nome è lo stesso della stella. I suoi poteri dominano il ghiaccio. Era il drago più saggio dei cinque e infatti ha un'ottima empatia con il suo Draconiano. Usò la Padrona dei Tempi per cercare di evitare lo scontro tra draghi e viverne, ma la sua impresa fallì e quindi ordinò che la clessidra venisse distrutta perché troppo pericolosa. Il suo spirito risiede nell'intelligentissimo Karl.
- Kuma: drago viola, il cui nome deriva dall'omonima stella, quinto ed ultimo Guardiano dell'Albero del Mondo. Controlla gli agenti atmosferici in tutte le loro forme, dolci o violente che siano: pioggia, neve, vento, tornado e fulmini. Fu il primo a cadere in battaglia, ucciso da Ofnir. Prima di morire divorò il proprio frutto magico per proteggerlo dalle grinfie delle viverne. Risiede negli ambivalenti Chloe ed Ewan.

### I Custodi
- Georg Schlafen: è l'ultimo custode rimasto, dopo la morte di Effi, e ha il compito di trovare tutti i Draconiani. È nato in Italia da padre tedesco e madre italiana, e per un tempo ha vissuto a Monaco di Baviera. Diventerà come un padre per Sofia sin dal momento della sua effettiva adozione. Con lui infatti Sofia comprende finalmente cosa significhi avere una casa, essere legati ad una famiglia e anche cosa siano le incomprensione tipiche del rapporto padre-figlia. Il professore svilupperà anche un particolare legame "di affinità-intellettuale" con Karl, il quarto Draconiano, con il quale si dedicherà spesso a ricerche e invenzioni tecno-magiche, ma in generale avrà sempre un ottimo rapporto nonché il ruolo di mentore e guida per tutti i Draconiani. Solo il distaccato Fabio si ostinerà a chiamarlo formalmente "Georg", anziché "professore" come tutti gli altri. Per il resto del mondo Schlafen è uno studioso di antropologia che vive in una bella casa sul Lago Albano.
- Effi Lehmann: è la seconda custode superstite oltre a Schlafen, nonché madre adottiva di Karl. Come quest'ultimo, entrerà in scena solo nel terzo libro. Plagiata da Nida, agirà inconsapevolmente proprio alle spalle degli altri Draconiani e dello stesso figlio adottivo, decretandone in un primo tempo la morte. Grazie al suo coraggio e alle sue conoscenze tuttavia si rivelerà però anche una preziosa alleata, oltre che la custode della Padrona dei Tempi: la clessidra magica in grado di riavvolgere il tempo. Durante la sua breve entrata in scena sarà anche un'ottima compagna per Schlafen (anche se ciò scatenerà dapprima la gelosia di Sofia) il quale finalmente avrà la possibilità per la prima volta nella sua vita di confrontarsi con una custode sua pari. Morirà alla fine del terzo libro, come Ratatoskr, per difendere l'amato Karl da un colpo fatale e riscattare così il suo inconsapevole tradimento.
- Idhunn: è lo spirito della custode di Eltanin, reincarnato nella ragazza Matilde, una giovane fanciulla che a Benevento era considerata una strega, ma che è in realtà era una sacerdotessa di Draconia. Sarà proprio il suo spirito a far ricordare a Fabio (e di conseguenza al drago che il ragazzo ospita in sé) che il tradimento di cui Eltanin si macchiò era stato riscattato prima della caduta di Draconia.

### Nidhoggr
È la Grande Viverna che ha divorato le radici dell'Albero del Mondo e che ha scatenato la guerra tra draghi e viverne. Un tempo era un drago verde scuro, fratello di Thuban. I due si amavano molto, ma quando l'Anziano scelse Thuban come Guardiano dell'Albero, Nidhoggr impazzì di gelosia perché si considerava più forte e di conseguenza più meritevole dell'incarico. Dopo che ebbe ucciso l'Anziano, venne mutilato da un incantesimo di Thuban in un momento di furore. Alla fine della guerra venne imprigionato dallo stesso Thuban sotto terra grazie ad un sigillo magico che tuttavia, col passare dei secoli, diventa sempre più debole. Non potendo assumere forma fisica nel mondo degli umani, affida il compito di uccidere i Draconiani alle sue promanazioni: Nidafjoll e Ratatoskr. Non può toccare i frutti e la linfa dell'Albero del Mondo (che per lui sono velenosi) a causa della sua natura corrotta, quindi si serve di varie creature di ferro manipolate con la magia per poter entrare in contatto coi frutti. Grazie alla manipolazione magica sui metalli plasma inoltre micidiali armature con cui crea gli Assoggettati. Il suo nome deriva dall'omonimo serpente della mitologia norrena.

### Promanazioni di Nidhoggr
- Nidafjoll: comunemente chiamata Nida, è una delle promanazioni terrene di Nidhoggr. Assume l'aspetto di una ragazza molto attraente dal caschetto biondo, ma il suo vero aspetto è quello di una viverna di colore nero. Nel primo libro riesce ad assoggettare Lidja con uno dei magici congegni metallici di Nidhoggr, affinché la Draconiana uccida Sofia. Nel terzo invece si macchia dell'omicidio della custode Effi. Nel quarto, dopo la morte di Ratatoskr, comprendendo di essere ormai diventata inutile per il suo padrone e temendo perciò che Nidhoggr prima o poi si liberi di lei, stringe un'alleanza coi Draconiani: Nida li condurrà da Nidhoggr e da Chloe (temporaneamente posseduta da Nidhoggr), ma in cambio chiede parte della linfa dell'Albero del Mondo in modo da poter fuggire senza essere rintracciata dal suo padrone. Anche se rispetta il patto, una volta ottenuto un talismano contenente la linfa, Nida attacca Fabio, decisa a vendicarsi su quest'ultimo per la morte di Ratatoskr. Riuscirà a fuggire, seppur malridotta, prima che Nidhggor o gli altri Draconiani la uccidano. Nel quinto libro infine Nida si schiererà definitivamente dalla parte dei Draconiani e il suo contributo sarà prezioso fino alla fine, quando perderà la vita nella battaglia finale, uccisa da Ofnir, una nuova "promanazione" di Nidhoggr. Il suo nome deriva dal luogo della mitologia nordica in cui, secondo la leggenda, dimorava il serpente Níðhöggr.
- Ratatoskr: è la seconda delle promanazioni di Nidhoggr e si scoprirà in seguito che è stato responsabile della morte del padre di Sofia. Ha l'aspetto di un bel ragazzo dai capelli castani e dai modi affettati, ma la sua vera forma è quella di una viverna viola. È ancora Ratatoskr a trovare Fabio e ad ingannarlo, raccontandogli del tradimento di Eltanin, per costringerlo a collaborare con le viverne. Una volta scoperta la verità, Fabio per vendetta personale cercherà più volte di ucciderlo, riuscendoci solo alla fine del terzo libro, ma quest'atto gli lascerà solo un amaro rimorso a cui in seguito cercherà di fare ammenda. Il suo nome deriva dallo scoiattolo magico che secondo la mitologia norrena si trova sull'Yggdrasill.
- Ofnir: è la nuova promanazione di Nidhoggr, ma a differenza di Nida e Ratatoskr, non è parte della stessa grande viverna, poiché la sua natura è unicamente umana, tuttavia Nidhoggr gli ha trasfuso il suo sangue e grazie a ciò Ofnir è in grado di ricoprirsi di una letale armatura di ferro in grado di ricreare qualunque magia che ha a che fare con i serpenti e di trasformarsi lui stesso in viverna. È anche in grado di controllare tutti gli esseri umani assoggettati al potere di Nidhoggr. In lui rivive lo spirito di un antico guerriero-sacerdote di Draconia che fu amico di Lung, ma che poi tradì per allearsi con le viverne. Sfiderà più volte Fabio e ucciderà la stessa Nidafjoll.

### Gli umani
- Lung: è l'essere umano che prima della scomparsa di Draconia e della morte di Thuban accettò di ospitare l'anima di quest'ultimo dentro di sé, dunque è un antenato di Sofia. Inizialmente era molto amico di Ofnir, ma poi, quando venne nominato scudiero di Thuban, venne tradito dall'amico che voleva a tutti i costi avere l'esclusiva del suo affetto. Una volta morto tuttavia, il suo spirito non passò affatto a miglior vita, ma giunse nell'esiliata Draconia, in attesa di assolvere ad un ultimo importante compito: dare ai Draconiani delle magiche sfere di luce in grado di trasformarsi in invincibili armi per la battaglia finale.
- Gillian MacAllister: è la madre di Ewan e Chloe, l'unica persona normale che sia stata in grado di accettare la missione dei Draconiani e di stare accanto ai suoi figli, nonostante gli inquietanti poteri che i due avevano dimostrato di possedere sin da neonati. Essendo una madre single, è molto protettiva nei confronti dei figli, ma sa essere anche dolce e premurosa e spesso Sofia potrà ricevere sostegno dai suoi modi materni. Ha i capelli rossi e da giovane aveva un'indole hippy e un po' ribelle che le ha permesso di plasmare il suo attuale combattivo carattere un po' emotivo.
- Beatrice Guarieri: è la madre di Sofia. Sebbene somigli molto a quest'ultima (stessi capelli rossi e stessi occhi verdi), viene descritta come più aggraziata, ma anche molto più codarda di lei. Quando infatti Sofia aveva solo un anno, l'abbandonò, incapace di accettare la sua natura di Draconiana, e andò a vivere ad Edimburgo dove si risposò ed ebbe un'altra figlia. Sofia nel quarto libro proverà a riavvicinarsi a lei, ma Beatrice, ancora vittima delle sue paure, non l'accoglierà in casa sua e addirittura dichiarerà di non conoscerla. Nel quinto libro madre e figlia si ritroveranno casualmente, ma, sebbene stavolta le intenzioni di Beatrice siano buone e sia evidente il suo pentimento per aver abbandonato la sua bambina, Sofia sarà molto dura con lei, ancora ferita per il secondo rifiuto della madre nei suoi confronti. Beatrice morirà nel tentativo di aiutare Sofia e Fabio a recuperare l'ultimo frutto magico. Solo allora, in un breve istante di intimità, Sofia perdonerà la madre.
- Andrea: è il padre Draconiano di Sofia. Non compare mai perché viene ucciso da Ratatoskr quando Sofia ha solo un anno. Beatrice lo abbandona assieme alla figlia, benché ne sia molto innamorata e infatti Andrea è descritto come un bel ragazzo dai modi spavaldi e dall'atteggiamento sicuro. Sofia lo vede solo in una foto in cui si riscopre molto somigliante a lui.
- Thomas: maggiordomo al servizio del professor Schlafen e che vive con lui a Castel Gandolfo. Sa della missione dei Draconiani e si rende utile come può.
- Mattia: ragazzino sensibile e grasso che compare solo nel primo libro, dove verrà ingannato e assoggettato da Nida per uccidere Sofia.
- Suor Prudenzia: suora direttrice dell'orfanotrofio dove Sofia trascorre i primi tredici anni di vita. È molto rigida e severa.
- Giovanna: donna tuttofare, nata e cresciuta nell'orfanotrofio di Sofia e mai adottata. Sofia ha con lei un difficile rapporto di complicità e denigrazione e spesso, prima di venir adottata, teme lei stessa di diventare in futuro altrettanto acida e sola.
- Alma: direttrice del circo in cui vive Lidja e fedele amica nonché lontana parente della nonna di quest'ultima.
- Madre di Fabio: non viene mai chiamata per nome e appare solo nei ricordi di Fabio. Per amore si trasferì in Ungheria con il marito, ma quando questi dimostrò il suo rifiuto per Fabio e i suoi poteri, tornò a Benevento nella sua terra natale. Qui si prese cura di Fabio in condizioni di estrema povertà. Fabio le era molto affezionato, tanto che, dopo la sua morte a causa di una malattia, promise a sé stesso di non stringere mai più legami con nessuno per non soffrire ancora.

### Gli Assoggettati
Le promanazioni terrene di Nidhoggr possono prendere il controllo delle menti umane e servirsene per uccidere i Draconiani. Come si può vedere nel primo libro, nemmeno i Draconiani possono ribellarsi all'assoggettività totale, poiché la coscienza viene rinchiusa in un angolo remoto della mente. Tuttavia l'assoggettamento può anche essere parziale (ne è una prova Fabio, che manteneva comunque il controllo della sua volontà). Per assoggettare le menti, i mezzi utilizzati da Nida e Ratatoskr fino al terzo libro sono un ragno di metallo capace di rivestire il corpo di una corazza metallica, dei bracciali (utilizzati su Fabio) e un embrione di viverna che può essere rimosso solo con una delicata operazione chirurgica (utilizzata su Effi).

## Serie dei romanzi
- L'eredità di Thuban Mondadori, 15 aprile 2008.
- L'albero di Idhunn Mondadori, 26 aprile 2009
- La clessidra di Aldibah Mondadori, 30 giugno 2010
- I gemelli di Kuma Mondadori, 10 maggio 2011
- L'ultima battaglia Mondadori, 8 giugno 2012